# Jupiter Stators tempel, Campus Martius
Jupiter Stators tempel (latin: Aedes Iuppiter Stator), Jupiter Beskyddarens tempel, var ett tempel i närheten av Circus Flaminius på södra Marsfältet i antikens Rom. Templet var invigt åt Jupiter i hans egenskap av Roms beskyddare och uppfördes år 145 f.Kr. på initiativ av Quintus Caecilius Metellus Macedonicus.
Jupiter Stators tempel var beläget på den plats där nu kyrkan Santa Maria in Campitelli står.

## Bilder
| - Octavias portik med Juno Reginas tempel och Jupiter Stators tempel (i bildens mitt), bakom Marcellusteatern. |